# Minibiotus weglarskae
Minibiotus weglarskae är en djurart som tillhör fylumet trögkrypare, och som beskrevs av Michalczyk, Kaczmarek och Claxton 2005. Minibiotus weglarskae ingår i släktet Minibiotus och familjen Macrobiotidae. Inga underarter finns listade i Catalogue of Life.